# Малюца Антін Іванович
Антін (Антон) Іванович Малюца (2 лютого 1908, с. Токи — 17 червня 1970, Нью-Йорк) — український живописець, графік, художник-монументаліст, мистецтвознавець і критик. Брат Івана та Степана Малюц.

## Життєпис
Народився у с. Токи, нині Підволочиського району Тернопільської області, Україна (тоді Збаразький повіт, Королівство Галичини і Володимирії).
У 1911—1933 роках жив (із перервами) в селах Потутори (нині Бережанського), Пальчинці та Нове Село (нині Підволочиського районів).
У 1926 році закінчив Тернопільську українську гімназію в м. Тернополі. Навчався у Мистецькій школі Олекси Новаківського (1926—1930), на курсах графіки Людвика Тировича (1933—1935), в Інституті пластичних мистецтв (1935—1939) у Львові.
Співзасновник мистецької групи «РУБ» та її друкованого органу «Карби» (1933—1939), працював декоратором у театрах «Заграва» і «Богема». Учасник виставок у Львові (1922, 1932—1933, 1935). 1942—1944 — професор і заступник директора Мистецько-промислової школи у Львові.
У 1944 році виїхав до Німеччини, звідти 1950 року емігрував до США. У Нью-Йорку працював рисувальником на текстильній фабриці.
Член Об'єднання митців-українців в Америці (ОМУА), учасник усіх його виставок. Посмертна виставка — в Нью-Йорку (1972). Виставка творів Малюци відбулась у Тернопільському обласному художньому музеї (1998), де зберігаються ранні картини і графічні аркуші 1925—1943 рр.
Помер у Нью-Йорку 17 червня 1970 року.

## Праці
Автор праць із мистецтвознавства та художньої критики.
Створив десятки висококласних етюдів, портретів, краєвидів, ескізів для розпису церков. Колекція творів художника (13 праць) зберігається у Тернопільському обласному художньому музеї, зокрема, «Вежі. Львів» (1930-ті), «Краєвид. Село Пальчинці» (1927), «Пресвятая Богородиця» (ескіз для стінопису, 1930-ті) тощо.
Серед творів: «Церква св. Миколая в Бучачі» (1943), «Карпатська панорама» (1944), цикл рисунків «Страхіття» (1947), «Краєвид» (1956). Літ.: